# Coesula flavorbitalis
Coesula flavorbitalis là một loài tò vò trong họ Ichneumonidae.